# Riders on the Storm (single)
Riders on the Storm is een single van de Amerikaanse band The Doors. De single is getrokken van het studioalbum L.A. Woman, dat in 1970 is opgenomen. Het nummer heeft een van de meest karakteristieke intro's uit de popmuziek met de neerstortende regen en de zeer bekende intromelodie en akkoorden op de Fender Rhodes (elektrische piano) van Ray Manzarek. Het nummer is geschreven in de toonsoort e mineur. In juni 1971 werd het nummer op single uigebracht.

## Achtergrond
Volgens The Doors gitarist Robby Krieger is het lied gebaseerd op het lied (Ghost) Riders in the Sky: A Cowboy Legend. In december 1970 werd Riders opgenomen onder leiding van geluidstechnicus Bruce Botnick, die uiteindelijk ook mede-producer was. Zanger Jim Morrison zong eerst het lied en fluisterde daarna de tekst opnieuw in, zodat het echo-effect werd verkregen. Het is, volgens Manzarek, het laatste nummer dat de band samen met Morrison opnam. Vlak na uitgifte van de single overleed Morrison. In de film The Doors van Oliver Stone zou te zien zijn in wat voor sfeer het nummer is opgenomen. B-kant was Changeling, opener van hetzelfde album; Riders was afsluiter. De single is een sterk ingekorte versie van de elpeetrack van 7:14.

## Succes
De single was succesvol in de Verenigde Staten, het Verenigd Koninkrijk, Duitsland en Nederland. 
In Nederland bereikte de plaat de 7e positie in zowel de Nederlandse Top 40 als in de Hilversum 3 Top 30
In Nederland is de plaat sinds de allereerste editie in december 1999, tevens de hoogstgenoteerde van The Doors in de jaarlijkse NPO Radio 2 Top 2000 van NPO Radio 2, met als hoogste notering een 10e positie in 2002.
Riders on the Storm werd later gebruikt:
- als titel van het boek geschreven door slagwerker John Densmore;
- als groepsnaam van The Doors zonder Jim Morrison.

## Coverversies
Er zijn een aantal andere versies bekend; geen zo succesvol als dat van de oorspronkelijke artiesten:
- Annabel Lamb (1983); haalde de 27e plaats in een lijst in Engeland;
- Creed (2000) voor het album Stoned Immaculate;
- Snoop Dogg (2005) voor computerspel Need for Speed: Underground 2, een dub over het origineel heen.
- Infected Mushroom maakte een remix (2009) op album Legend of the Black Shawarma;

## Hitnoteringen

### Nederlandse Top 40
| "Riders on the Storm" in de Nederlandse Top 40 - binnen 31-07-1971 | "Riders on the Storm" in de Nederlandse Top 40 - binnen 31-07-1971 | "Riders on the Storm" in de Nederlandse Top 40 - binnen 31-07-1971 | "Riders on the Storm" in de Nederlandse Top 40 - binnen 31-07-1971 | "Riders on the Storm" in de Nederlandse Top 40 - binnen 31-07-1971 | "Riders on the Storm" in de Nederlandse Top 40 - binnen 31-07-1971 | "Riders on the Storm" in de Nederlandse Top 40 - binnen 31-07-1971 | "Riders on the Storm" in de Nederlandse Top 40 - binnen 31-07-1971 | "Riders on the Storm" in de Nederlandse Top 40 - binnen 31-07-1971 | "Riders on the Storm" in de Nederlandse Top 40 - binnen 31-07-1971 | "Riders on the Storm" in de Nederlandse Top 40 - binnen 31-07-1971 |
| Week                                                               | 1                                                                  | 2                                                                  | 3                                                                  | 4                                                                  | 5                                                                  | 6                                                                  | 7                                                                  | 8                                                                  | 9                                                                  |                                                                    |
| ------------------------------------------------------------------ | ------------------------------------------------------------------ | ------------------------------------------------------------------ | ------------------------------------------------------------------ | ------------------------------------------------------------------ | ------------------------------------------------------------------ | ------------------------------------------------------------------ | ------------------------------------------------------------------ | ------------------------------------------------------------------ | ------------------------------------------------------------------ | ------------------------------------------------------------------ |
| Nummer                                                             | 22                                                                 | 15                                                                 | 8                                                                  | 7                                                                  | 10                                                                 | 16                                                                 | 24                                                                 | 29                                                                 | 35                                                                 | uit                                                                |

### Hilversum 3 Top 30 / Daverende Dertig
| "Riders on the Storm" in de Hilversum 3 Top 30 - binnen: 31-07-1971 | "Riders on the Storm" in de Hilversum 3 Top 30 - binnen: 31-07-1971 | "Riders on the Storm" in de Hilversum 3 Top 30 - binnen: 31-07-1971 | "Riders on the Storm" in de Hilversum 3 Top 30 - binnen: 31-07-1971 | "Riders on the Storm" in de Hilversum 3 Top 30 - binnen: 31-07-1971 | "Riders on the Storm" in de Hilversum 3 Top 30 - binnen: 31-07-1971 | "Riders on the Storm" in de Hilversum 3 Top 30 - binnen: 31-07-1971 | "Riders on the Storm" in de Hilversum 3 Top 30 - binnen: 31-07-1971 | "Riders on the Storm" in de Hilversum 3 Top 30 - binnen: 31-07-1971 |
| Week                                                                | 1                                                                   | 2                                                                   | 3                                                                   | 4                                                                   | 5                                                                   | 6                                                                   | 7                                                                   |                                                                     |
| ------------------------------------------------------------------- | ------------------------------------------------------------------- | ------------------------------------------------------------------- | ------------------------------------------------------------------- | ------------------------------------------------------------------- | ------------------------------------------------------------------- | ------------------------------------------------------------------- | ------------------------------------------------------------------- | ------------------------------------------------------------------- |
| Nummer                                                              | 25                                                                  | 13                                                                  | 8                                                                   | 7                                                                   | 9                                                                   | 15                                                                  | 21                                                                  | uit                                                                 |

### Evergreen Top 1000
| Evergreen Top 1000 "Riders On The Storm" | Evergreen Top 1000 "Riders On The Storm" | Evergreen Top 1000 "Riders On The Storm" | Evergreen Top 1000 "Riders On The Storm" | Evergreen Top 1000 "Riders On The Storm" | Evergreen Top 1000 "Riders On The Storm" | Evergreen Top 1000 "Riders On The Storm" | Evergreen Top 1000 "Riders On The Storm" | Evergreen Top 1000 "Riders On The Storm" | Evergreen Top 1000 "Riders On The Storm" | Evergreen Top 1000 "Riders On The Storm" | Evergreen Top 1000 "Riders On The Storm" | Evergreen Top 1000 "Riders On The Storm" | Evergreen Top 1000 "Riders On The Storm" | Evergreen Top 1000 "Riders On The Storm" | Evergreen Top 1000 "Riders On The Storm" | Evergreen Top 1000 "Riders On The Storm" |
| Jaar                                     | 2008                                     | 2009                                     | 2010                                     | 2011                                     | 2012                                     | 2013                                     | 2014                                     | 2015                                     | 2016                                     | 2017                                     | 2018                                     | 2019                                     | 2020                                     | 2021                                     | 2022                                     | 2023                                     |
| ---------------------------------------- | ---------------------------------------- | ---------------------------------------- | ---------------------------------------- | ---------------------------------------- | ---------------------------------------- | ---------------------------------------- | ---------------------------------------- | ---------------------------------------- | ---------------------------------------- | ---------------------------------------- | ---------------------------------------- | ---------------------------------------- | ---------------------------------------- | ---------------------------------------- | ---------------------------------------- | ---------------------------------------- |
| Positie                                  | -                                        | -                                        | -                                        | -                                        | -                                        | -                                        | -                                        | 74                                       | 43                                       | 50                                       | 56                                       | 69                                       | 53                                       | 38                                       | 40                                       | 56                                       |

### NPO Radio 2 Top 2000
| Nummer met noteringen in de NPO Radio 2 Top 2000 | '99 | '00 | '01 | '02 | '03 | '04 | '05 | '06 | '07 | '08 | '09 | '10 | '11 | '12 | '13 | '14 | '15 | '16 | '17 | '18 | '19 | '20 | '21 | '22 | '23 | '24 |
| ------------------------------------------------ | --- | --- | --- | --- | --- | --- | --- | --- | --- | --- | --- | --- | --- | --- | --- | --- | --- | --- | --- | --- | --- | --- | --- | --- | --- | --- |
| Riders on the Storm                              | 12  | 14  | 12  | 10  | 12  | 16  | 24  | 26  | 33  | 22  | 26  | 27  | 23  | 32  | 30  | 40  | 49  | 46  | 49  | 58  | 75  | 81  | 87  | 102 | 103 | 117 |

1. ↑  Een vetgedrukt getal geeft de hoogste notering aan.

## Bron
- Dit artikel of een eerdere versie ervan is een (gedeeltelijke) vertaling van het artikel Riders on the Storm op de Engelstalige Wikipedia, dat onder de licentie Creative Commons Naamsvermelding/Gelijk delen valt. Zie de bewerkingsgeschiedenis aldaar.